# Claude Goasguen
Claude Goasguen (Tolone, 12 marzo 1945 – Issy-les-Moulineaux, 28 maggio 2020) è stato un politico e avvocato francese.

## Biografia
Nato a Tolone da famiglia bretone, frequentò il liceo a Parigi.
Laureato in diritto, conseguì poi il dottorato, intraprendendo in seguito la carriera accademica. Allo stesso tempo esercitò la professione legale nella capitale francese.
Nel 1995 divenne Ministro della Funzione Pubblica. A quel tempo era membro dell'Union pour la démocratie française; in precedenza aveva militato nella Fédération nationale des républicains indépendants e nel Centre des démocrates sociaux. Nel terzo millennio entrò in un altro partito, Les Républicains.
Acceso difensore di Israele e delle minoranze cristiane nel Vicino Oriente, si scagliò spesso contro i palestinesi e le comunità islamiche in Francia.
Goasguen è morto nel maggio del 2020, per le complicazioni da Covid-19 e un infarto.